# Lacinipolia falsa
Lacinipolia falsa är en fjärilsart som beskrevs av Augustus Radcliffe Grote 1880. Lacinipolia falsa ingår i släktet Lacinipolia och familjen nattflyn. Inga underarter finns listade i Catalogue of Life.